# Malacoctenus boehlkei
Malacoctenus boehlkei (лат.) — вид морских лучепёрых рыб семейства лабрисомовых. Обитают в западной части Центральной Атлантики: Багамские и Виргинские острова на юг до Бонэйра и на запад до Белиза. Рифовая тропическая рыба, встречается на глубине от 5 до 70 м. Длина тела до 6,4 см. В спинном плавнике 21—22 жестких и 11—13 мягких лучей. В анальном плавнике 2 жёсткий и 20—23 мягких лучей. Верхняя сторона тела с серией темных пятен, а на нижней стороне есть ряд ромбовидных отметок. Самцы светло-коричневые, с мелкими белыми крапинками, с верхним рядом из семи неправильных темно-коричневых пятен и нижним рядом из десяти более мелких коричневых пятен неправильной ромбовидной формы со светлыми центрами; у самок вместо темно-коричневых пятен коричнево-оранжевые. Безвреден для человека, считается видом под наименьшей угрозой, объектом промысла не является.